# فليسة

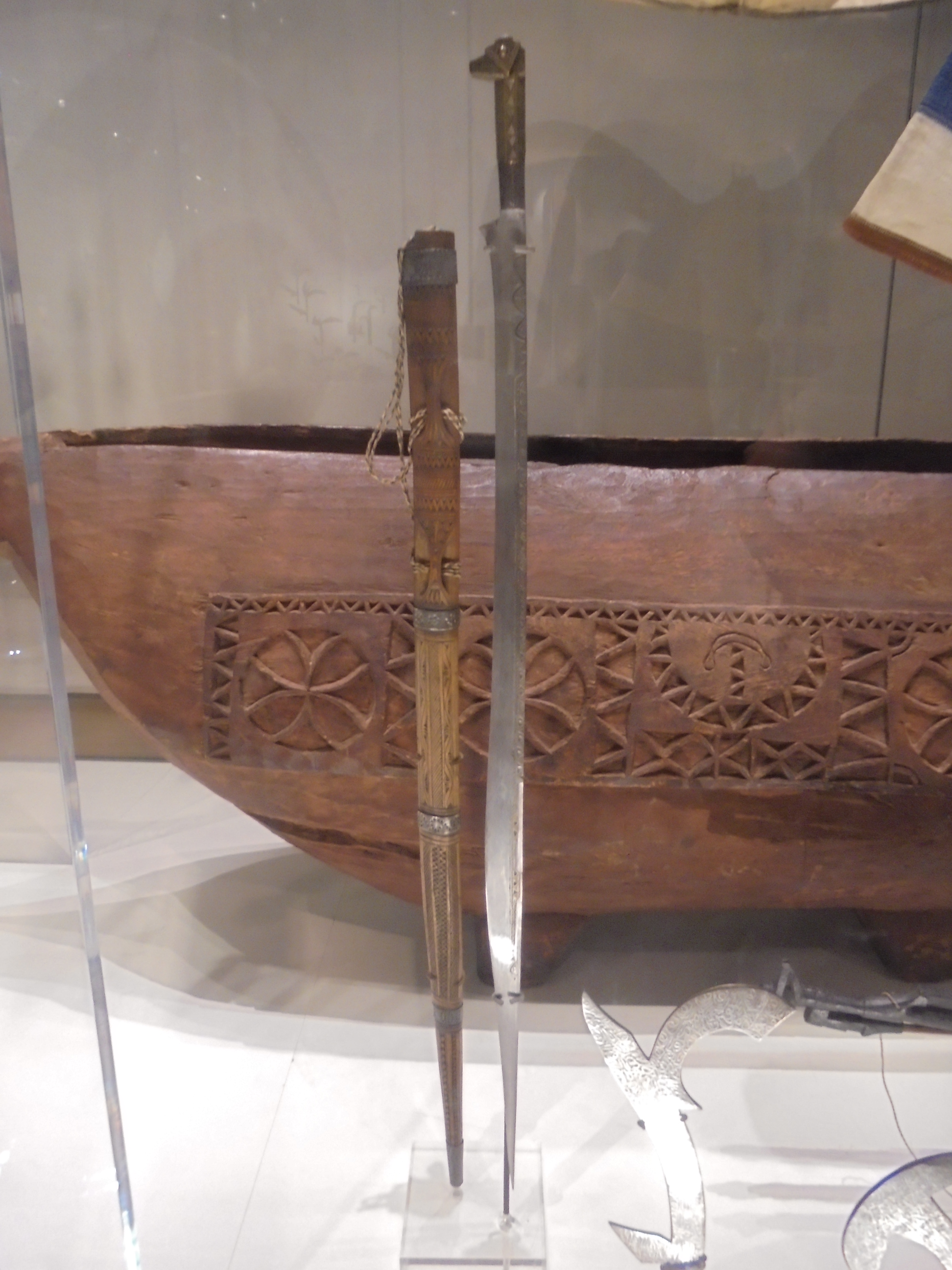
فليسا بالمتحف البريطاني.

فليسة من أشهر السيوف التي كانت تصنع علي الأراضي الجزائرية الحالية اشتهرت بصناعته قبيلة افليسن لبحرببلاد القبائل وهذا أصل تسميتها، طولها يتراوح من 50 cm إلى متر واحد. يتميز سيف فليسة بشكل نصل مستقيم، ونقوش محفورة على النصل ومقبض على شكل رأس حيواني. تعود هذه السيوف إلى الفترة العثمانية.

## مميزات

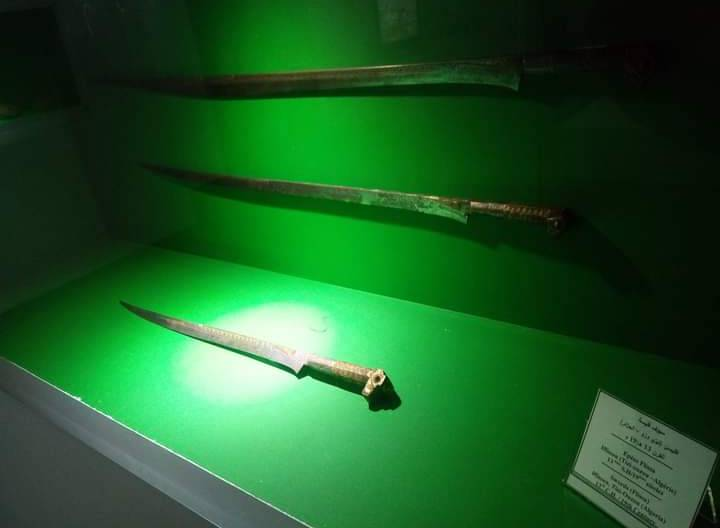
فليسة مصنوع في القبائل خلال القرن 19، معروض في المتحف الوطني للآثار والفنون الإسلامية في الجزائر العاصمة.

### شفرة فليسة مستقيمة بمقبض معدني وبدون واقي
سيف كبير مستقيم بنقطة مدببة، انحناء مزدوج للحافة بدون واقي ومقبض معدني برأس حيوان (وهمي، كلب أو طائر). يتألف من فتيل مزوَّد بالشفرة ويتألف من جزء ضخم مثمن الأضلاع (غير منتظم) وشريط يُثبَّت عليه قطعتان من خشب ومرصعتان بالنحاس المنقوش. الزخرفة هي نفسها على جانبي النصل وتتكون من نمط أول غالبًا ما يكون دائريًا في بداية النصل ويختلف اعتمادًا على الشركة المصنعة، ثم نمط خطي على طول النصل.
من صنع قبيلة إفليسين لبحر  (إفليسين البحر) في منطقة القبائل الكبرى بين دلس وأزفون (منطقة القبائل البحرية). كانت واحدة من قبائل الجرجرة الخمسة في العصور القديمة.
تسمية " فليسة "أطلقت من قبل الفرنسيين بتشويه" إفليسن ". من ناحية أخرى، يستخدم سكان القبايل مصطلح " أجنوي "(" خنجر ") كلمة مشتقة من اسم مدينة جنوة التي استوردت منها الشفرات المستخدمة في صنعها أو من المصطلح" اسكين "من العربية " سكين ").

### شفرة فليسة منحنية بمقبض خشبي مع واقي
سيف بشفرة منحنية ومدببة من 50 cm إلى أكثر من متر : الزخرفة أيضًا على كلا الجانبين ولكنها تتكون فقط من أشكال خطية وزخارف عربية مع تطعيمات من المعدن الأصفر (الذهب أوالنحاس) ، ومقبض خشبي محفور على شكل رأس حيواني نموذجي وغمد من خشب الجوز، تم توفيره بشكل أساسي من قبل ٌبيلة أيت جرطيب ( بوادي الصومام ) مكونة من جزأين مرتبطين بأساور من الحديد أو النحاس أو الفضة تثبت في مكانها بثقب. الوجه الخارجي مزخرف بنقوش وله أربعة إلى خمسة قطع ملحقة (حسب طول السلاح) حيث يمر حزام كتف الحامل على يسار فليسة. يوفر الوجه الخارجي، بين الأساور، سجلات للزينة ذات الزجزاج والمثلثات مثل المقبض.
وهناك نوع أكثر ندرة، حيث يصنع المقبض والغمد من نحاس مزخرف بزخارف عربية.

## زخرفة الشفرة
الكعب ذو زخرفة دائرية أو مثلثة أو هلالية منقوشة بإزميل ومطعمة بالنحاس أو النحاس الأصفر. تختلف هذه الزخرفة حسب القبائل وهي علامة على الانتماء.
على كل جانب، على طول الشفرة، يتم رسم نمط خطي طويل باستخدام تقنيتين : بالنقش على الحديد بالمقص وبالترصيع بالنحاس المسطح والمعاد حفره.

## أماكن صناعة فليسة
وأشهرها قبيلة افليسن لبحر في منطقة القبايل الكبرى بين بين دلس وأزفون (القبايل البحرية). كانت واحدة من قبائل الجرجرة الخمسة في العصور القديمة.
حيث قيل عنه في كتاب النقيب الفرنسي دوفو حول السلاح مايلي:”…سيف فليسة وهو سيف ذو صفيحة عريضة في الوسط تنتهي بنصل مدبب يصنع في قبيلة فليسة البحر … ”
البعض الآخر، مثل آيت برباش، كان لهم شهرة كبيرة في الصياغة، ولكن بشكل خاص في مجال الأدوات الزراعية. في وقت لاحق، قام أيت ييني ، المتخصصون في صناعة المجوهرات، بصناعة فليسة، دون الوصول إلى اتقان قبيلة افليسن (خاصة على مستوى الحلق). يستخرج الحديد المخصص لصناعة السيوف إما من منجم تيميزارت في منطقة آيت برداش في وادي الصومام (حديد متوسط الجودة) أو كان يجلب من أوروبا (في شكل شفرات أو في حديد صلب عالي الجودة) عن طريق موانئ الجزائر أو بجاية أو تونس.
استعملت الفليسة في الحروب والمعارك، وهي ذات شهرة عالمية مصنفة كأقوى السيوف عبر العالم، تعرض في العديد من متاحف العالم وهناك نسخ لسيف الفليسة ملك للأمير عبد القادر في متاحف الجزائر.